# Хиларий от Аквилея
Хиларий (на латински: Hilarius; на италиански: Ilario d'Aquileia, Ellaro, Elaro; † 16 март 284, Аквилея) е раннохристиянски духовник, епископ на град Аквилея (на адриатическото крайбрежие).
Животът му се развива в края на епохата на т.нар. Войнишки императори. Почитан, като мъченик и светия - чества се на 16 март.
Хиларий признава пред командира на провинцията Бероний, че е епископ на християни и отказва да пренесе жертва на римските богове, чиито изображения са съборени чрез молитвите му. Заедно с дякона си Тациан и с Феликс, Ларг и Дионисий, той е измъчван до смърт, а после - обезглавен заедно с Тациан (което сочи, че е бил свободен човек, тъй като е екзекутиран по начин, отреден за римските граждани).